# مایکو ناسو
مایکو ناسو (انگلیسی: Maiko Nasu؛ زادهٔ ۳۱ ژوئیهٔ ۱۹۸۴) بازیکن فوتبال اهل ژاپن است که در تیم‌های ملی فوتبال زیر ۲۰ سال زنان ژاپن و زنان ژاپن بازی کرده‌است.

## باشگاه حرفه ای
مایکو ناسو در سال ۱۹۹۹ به عضویت تیم محلی خود Prima Ham FC Kunoichi درآمد. این باشگاه در سال ۱۹۹۹ به مقام قهرمانی و در سال ۲۰۰۰ به مقام نایب قهرمانی دست یافت. وی در سال ۲۰۰۷ به INAC Kobe Leonessa پیوست که در سال ۲۰۱۱ مقام قهرمانی را کسب نمود. مایکو ناسو در سال ۲۰۱۲ مجدد به تیم سابق خود بازگشت و در پایان فصل ۲۰۱۶ از دنیای فوتبال خداحافظی نمود.